# Flugplatz Deggendorf

i7
i11
i13
Der Flugplatz Deggendorf (ICAO-Code: EDMW) ist ein Sonderlandeplatz auf dem Gebiet der niederbayerischen Stadt Deggendorf. Er wird von dem Luftsportverein Deggendorf-Plattling e. V. betrieben.

## Geografie
Der Flugplatz liegt etwa fünf Kilometer westlich des historischen Stadtkernes von Deggendorf im Flurstück Ackerbichel (Gemeinde Stephansposching) auf einer Höhe von 314 m ü. NN. Einen Kilometer nördlich fließt die Donau und zwei Kilometer östlich erhebt sich der Natternberg auf 384 m ü. NN.
Naturräumlich liegt das Gelände im Gäuboden, nördlich steigt es zum Bayerischen Wald hin auf, südlich zum Donau-Isar-Hügelland.

## Geschichte
Die Fliegerei wurde in Deggendorf seit 1936 betrieben. Der Flugbetrieb auf dem heutigen Gelände wurde 1963 aufgenommen und erhielt 1966 die Zulassung als Sonderlandeplatz. 1971 wurden die Gebäude errichtet und 1976 schließlich das Rollfeld asphaltiert.

## Flugplatz und Ausstattung
Der Flugplatz ist für Segel- und Motorflugzeuge bis 3500 kg MTOW, Hubschrauber bis 5700 kg zugelassen und hat keine geregelten Betriebszeiten. Der Betreiber ist der Luftsportverein Deggendorf-Plattling e. V.
Es bestehen mehrere Wirtschaftsgebäude, ein kleiner ebenerdiger Leitstand (Frequenz 122,030 MHz), zwei Hangars, und ein Vereinsheim, mit Restaurant und Biergarten. Es gibt eine Tankstelle und bei Zwischenlandungen ist ein Ölservice möglich.

## Zwischenfälle
- Am 27. Juni 2004 stürzte ein Motorsegler des Typs Scheibe SF 25C bei einem missglückten Startversuch mit verriegelter Bremse und ausgefahrenen Bremsklappen aus geringer Höhe in einen Kartoffelacker.[3]
- Am 20. September 2017 kam ein Leichtflugzeug des Typs Diamond DV20 Katana (Luftfahrzeugkennzeichen D-EVBH) beim Landeanflug in Schräglage und zerschellte. Der Pilot wurde hierbei schwer verletzt.[4][5]

## Verkehr
Eine Gemeindestraße erschließt den Flugplatz über die Staatsstraße St 2124, die zu der östlich verlaufenden Bundesautobahn 3 anschließt. Der ÖPNV bedient den Flugplatz nicht direkt. Die nächstgelegene Zustiegsmöglichkeit besteht am vier Kilometer südlich liegenden Bahnhof Pankofen zu der Bahnstrecke Plattling–Bayerisch Eisenstein.